# Doug Nolan
Pour les articles homonymes, voir Nolan.
Douglas Nolan (né le 5 janvier 1976 à Quincy dans l'État du Massachusetts) est un joueur professionnel américain de hockey sur glace.

## Carrière de joueur
En 1995, il est choisi au cours du repêchage d'entrée dans la Ligue nationale de hockey par les Maple Leafs de Toronto au 11e tour, en 282e position. Il n'a jamais joué dans la LNH. Un an plus tard, il débute dans la NCAA avec l'université du Massachusetts à Lowell. En 1999-2000, il passe professionnel dans l'ECHL avec les Bombers de Dayton et est parfois appelé pour jouer dans la Ligue américaine de hockey avec le club école des Kings de Los Angeles, les Monarchs de Manchester. En 2002-2003, il gagne sa place dans la ligue avec Manchester. Il porte les couleurs de la franchise pendant cinq saisons dont il devient assistant-capitaine dès la fin de saison 2005-2006. En 2007-2008, il part en Europe au Graz 99ers pensionnaire de l'EBEL, l'élite autrichienne.
Le 5 août 2008, le Dinamo Minsk annonce son arrivée. Le club biélorusse est un des membres originaux de la Ligue continentale de hockey qui 
joue sa saison inaugurale. Quelques mois plus tard, il rejoint le Lukko Rauma en SM-liiga.

## Statistiques
| Saison    | Équipe                        | Ligue             |    | Saison régulière | Saison régulière | Saison régulière | Saison régulière | Saison régulière |    | Séries éliminatoires | Séries éliminatoires | Séries éliminatoires | Séries éliminatoires | Séries éliminatoires |
| Saison    | Équipe                        | Ligue             | PJ | B                | A                | Pts              | Pun              | PJ               | B  | A                    | Pts                  | Pun                  |                      |                      |
| 1995-1996 | River Hawks d'UMass-Lowell    | NCAA              | 30 | 1                | 1                | 2                | 23               |                  |    |                      |                      |                      |                      |                      |
| 1996-1997 | River Hawks de l'UMass-Lowell | NCAA              | 38 | 10               | 14               | 24               | 66               |                  |    |                      |                      |                      |                      |                      |
| 1997-1998 | River Hawks de l'UMass-Lowell | NCAA              | 35 | 8                | 15               | 23               | 57               |                  |    |                      |                      |                      |                      |                      |
| 1998-1999 | River Hawks de l'UMass-Lowell | NCAA              | 25 | 8                | 5                | 13               | 41               |                  |    |                      |                      |                      |                      |                      |
| 1999-2000 | Bombers de Dayton             | ECHL              | 52 | 6                | 8                | 14               | 64               | 3                | 0  | 1                    | 1                    | 6                    |                      |                      |
| 1999-2000 | Mighty Ducks de Cincinnati    | LAH               | 2  | 0                | 1                | 1                | 0                | --               | -- | --                   | --                   | --                   |                      |                      |
| 2000-2001 | Bombers de Dayton             | ECHL              | 42 | 1                | 12               | 13               | 137              | --               | -- | --                   | --                   | --                   |                      |                      |
| 2000-2001 | Mighty Ducks de Cincinnati    | LAH               | 13 | 0                | 4                | 4                | 6                | 3                | 0  | 1                    | 1                    | 2                    |                      |                      |
| 2001-2002 | Bombers de Dayton             | ECHL              | 60 | 5                | 4                | 9                | 166              | 14               | 1  | 2                    | 3                    | 38                   |                      |                      |
| 2001-2002 | Sound Tigers de Bridgeport    | LAH               | 7  | 0                | 1                | 1                | 4                | --               | -- | --                   | --                   | --                   |                      |                      |
| 2002-2003 | Bombers de Dayton             | ECHL              | 49 | 4                | 13               | 17               | 85               | --               | -- | --                   | --                   | --                   |                      |                      |
| 2002-2003 | Bulldogs de Hamilton          | LAH               | 2  | 0                | 0                | 0                | 0                | --               | -- | --                   | --                   | --                   |                      |                      |
| 2002-2003 | Monarchs de Manchester        | LAH               | 10 | 1                | 1                | 2                | 6                | --               | -- | --                   | --                   | --                   |                      |                      |
| 2003-2004 | Monarchs de Manchester        | LAH               | 49 | 0                | 3                | 3                | 30               | --               | -- | --                   | --                   | --                   |                      |                      |
| 2003-2004 | Royals de Reading             | ECHL              | 7  | 0                | 2                | 2                | 16               | 15               | 1  | 3                    | 4                    | 16                   |                      |                      |
| 2004-2005 | Monarchs de Manchester        | LAH               | 60 | 1                | 5                | 6                | 167              | 4                | 0  | 0                    | 0                    | 21                   |                      |                      |
| 2005-2006 | Monarchs de Manchester        | LAH               | 58 | 1                | 3                | 4                | 92               | 7                | 0  | 1                    | 1                    | 13                   |                      |                      |
| 2006-2007 | Monarchs de Manchester        | LAH               | 64 | 2                | 9                | 11               | 124              | 16               | 0  | 3                    | 3                    | 25                   |                      |                      |
| 2007-2008 | Graz 99ers                    | EBEL              | 39 | 2                | 8                | 10               | 90               |                  |    |                      |                      |                      |                      |                      |
| 2008-2009 | Dinamo Minsk                  | KHL               | 12 | 0                | 2                | 2                | 28               |                  |    |                      |                      |                      |                      |                      |
| 2008-2009 | Lukko Rauma                   | SM-liiga          | 3  | 0                | 1                | 1                | 0                |                  |    |                      |                      |                      |                      |                      |
| 2008-2009 | Vienne Capitals               | EBEL              | 4  | 0                | 0                | 0                | 6                | 7                | 0  | 2                    | 2                    | 10                   |                      |                      |
| 2009-2010 | Monarchs de Manchester        | LAH               | 19 | 0                | 3                | 3                | 31               |                  |    |                      |                      |                      |                      |                      |
| 2009-2010 | Bruins de Providence          | LAH               | 3  | 0                | 1                | 1                | 11               |                  |    |                      |                      |                      |                      |                      |
| 2010-2011 | HK Jesenice                   | EBEL              | 39 | 7                | 8                | 15               | 115              |                  |    |                      |                      |                      |                      |                      |
| 2010-2011 | HK Jesenice                   | Državno Prvenstvo | 4  | 1                | 4                | 5                | 2                | 1                | 0  | 0                    | 0                    | 2                    |                      |                      |

## Trophées et honneurs personnels
- 1998-1999 : désigné meilleur attaquant défensif de Hockey East[3].

## Roller in line hockey
Il a représenté l'équipe des États-Unis.

### Statistiques en équipe nationale
| Année | Édition | PJ | B | A | Pts | Pun | Résultat                      |
| ----- | ------- | -- | - | - | --- | --- | ----------------------------- |
| 2003  | CM      | 6  | 0 | 2 | 2   | 9,0 | Médaille de bronze de l'élite |
| 2004  | CM      | 6  | 0 | 2 | 2   | 3,0 | Médaille d'or de l'élite      |